# The Band of Heathens
The Band of Heathens (deutsch: Gruppe von Heiden) ist eine US-amerikanische Americana-Band aus Austin (Texas), die seit November 2005 besteht.

## Geschichte
Die drei Frontmusiker Colin Brooks, Gordy Quist und Ed Jurdi, allesamt Singer-Songwriter, traten zunächst mit ihren eigenen Liedern auf, begannen aber mehr und mehr, die Bühne zusammen zu betreten, jeweils mittwochs im Momo’s, einem Musikclub in Austin, Texas. Zu ihnen gesellte sich der Bassist Seth Whitney. Den heidnischen Bandnamen gaben sich die Musiker aufgrund eines Druckfehlers in einer lokalen Zeitung, die die Aufführung als „The Heathens“ ankündigte. 2007 trat schließlich John Chipman, auch Schlagzeuger bei The Resentments, der Band of Heathens bei.
Die ersten beiden Alben der Band waren Live-CDs, Live from Momo’s (2006) und Live at Antone’s (2007). Im Mai 2008 nahm die Band ihr erstes Studioalbum auf, produziert von Ray Wylie Hubbard. Dieses Album kam bis auf Platz 1 der Americana Charts sowie der Euro Americana Charts. 2007 gewann die Band neben anderen Auszeichnungen den „Austin Music Award“ als Best New Band.
Ende 2008 kam die Band zum ersten Mal nach Deutschland und aufgrund der positiven Resonanz gab es im Februar 2009 eine weitere 14-tägige Tour, gefolgt von Konzerten Ende Mai/Anfang Juni in Großbritannien, den Niederlanden und Deutschland. Im September und Oktober 2009 absolvierte die Band of Heathens erneut eine erfolgreiche Tour in Großbritannien, den Niederlanden und Deutschland und trat auch für eine Fernsehaufnahme beim Rockpalast in der Bonner Harmonie auf. Am 27. November 2009 gastierte die Band anlässlich ihres vierjährigen Bestehens wieder im Momo's Club in Austin, Texas.
Auch 2010 war für die Band of Heathens ein Jahr mit über 200 Konzerten, u. a. auch wieder in Europa und beim Kilkenny Rhythm and Roots Festival in Irland. Ende des Jahres 2010 begab sich die Band wieder ins Studio, um eine neue CD/LP aufzunehmen, die bei der Europa-Tour im Mai 2011 vorgestellt wurde.
Im Oktober 2011 wurden in Denver zwei Shows für eine weitere Live-CD aufgezeichnet. Wenig später, Ende November 2011, gab das Management der Band of Heathens bekannt, dass Colin Brooks die Band verlässt, „um sich anderen Projekten zu widmen.“ Trevor Nealon, ein langjähriger Freund der Band, wurde als festes Bandmitglied für die Band of Heathens bestätigt.
Die noch mit Brooks aufgezeichneten Shows erschienen im März 2012 unter dem Titel The Double Down - Live in Denver. Die Aufnahmen sind in zwei einzeln verkauften Teilen (jeweils mit CD und DVD) erhältlich.
Im Juni 2012 teilte die Band per Newsletter mit, dass die langjährigen Mitglieder Seth Whitney und John Chipman die Band of Heathens aus familiären Gründen verlassen werden. Nachfolger wurden Richard Millsap (Schlagzeug) und Ryan Bowman (Bass). Ryan Bowman stieg jedoch bereits 2013 wieder aus. Sunday Morning Record wurde mit den vier restlichen Bandmitgliedern eingespielt. Als neuer Bassist wurde Scott Davis vorgestellt, der 2018 durch Jesse Wilson ersetzt wurde.
Die Band of Heathens ist in Europa beim deutschen Blue-Rose-Label unter Vertrag.

## Diskografie

### Studioalben
- 2008: The Band of Heathens
- 2009: One Foot in the Ether
- 2011: Top Hat Crown & The Clapmaster’s Son
- 2013: Sunday Morning Record
- 2016: Green Grass EP (5 Tracks)
- 2017: Duende
- 2018: A Message from the People Revisited
- 2020: Stranger
- 2022: Remote Transmissions, Vol. 1
- 2023: Simple Things

### Livealben
- 2006: Live from Momo’s
- 2007: Live at Antone’s (CD + DVD)
- 2009: Live @ Blue Rose Christmas Party Germany 2008 (Limited Edition)
- 2012: The Double Down – Live in Denver (zwei überschneidungsfreie Ausgaben; jeweils CD + DVD)
- 2018: Live via Satellite EP (5 Tracks)

### Soloalben

#### Colin Brooks
- 2002: Chippin’ Away at the Promised Land
- 2005: Blood & Water
- 2017: Birds Of A Feather

#### Ed Jurdi
- 1999: Ed Jurdi
- 2003: Longshores Drive

#### Gordy Quist
- 2004: Songs Play Me
- 2007: Here Comes the Flood

#### Brian Keane
- 2005: I Ain’t Even Lonely
- 2011: 90 Miles an Hour
- 2013: Coming Home

### Singles
- 2016: Hurricane (US: Gold)[2]